# Gem lacostowski
Gem lacostowski – siódmy gem rozgrywany w danym secie meczu tenisowego. Nazwę zawdzięcza René Lacoste’owi, według którego gem ten odgrywał znaczącą rolę, decydując o końcowym triumfie w tej partii gry. Obserwacja wyników osiąganych przez tenisistów podczas Wimbledonu w latach 2010–2012 pokazała, że gem miał charakter przesądu i nie spełniał specjalnej roli – większe znaczenie u mężczyzn miał gem czwarty, u kobiet zaś gem pierwszy.